# Eparchia Marthandom
Eparchia marthandomska (łac. Eparchia Marthandomensis) – eparchia Kościoła katolickiego obrządku syromalankarskiego w Indiach z siedzibą w mieście Marthandom w dystrykcie Kanyakumari w stanie Tamil Nadu.
Eparchia została erygowana 16 grudnia 1996 roku konstytucją apostolską Singulares omnino papieża Jana Pawła II jako sufragania archieparchii Trivandrum. Diecezja powstała poprzez wyłączenie z terytorium archieparchii.
Obecnym biskupem ordynariuszem eparchii jest Vincent Mar Paulos.

## Biskupi
- Lawrence Ephraem Thottam(inne języki) (16 grudnia 1996 – 8 kwietnia 1997)
- Yoohanon Chrysostom Kalloor (16 kwietnia 1998 – 25 stycznia 2010, później biskup Pathanamthitty)
- Vincent Paulos Kulapuravilai (od 25 stycznia 2010)